# Dodge Ram
Il Dodge Ram è un pick-up di grandi dimensioni prodotto dalla casa statunitense Dodge, azienda del gruppo Chrysler Corporation. Introdotto nel 1981 come erede della serie Dodge D, il Ram ha rappresentato uno dei principali modelli nel segmento dei pick-up sul mercato nordamericano. Dal 2009, il Ram non è più venduto sotto il marchio Dodge, diventando parte del brand indipendente Ram Trucks, nato per dedicarsi esclusivamente a veicoli commerciali e pick-up. La gamma comprende anche modelli come il ProMaster, versione statunitense del furgone Fiat Ducato.

## Generazioni

### Prima generazione (1981–1993)
La prima generazione del Ram si basava sulla precedente Dodge D Series, introducendo un design aggiornato con una griglia frontale distintiva e un nuovo nome che si riferiva al simbolo del montone, usato da Dodge come emblema. Disponibile in diverse configurazioni (2 o 4 porte, cassoni di varie dimensioni), offriva motorizzazioni che andavano dal motore 6 cilindri in linea al V8.

### Seconda generazione (1994–2001)
Lanciata nel 1994, la seconda generazione del Ram rappresentò una rivoluzione stilistica, con un design più arrotondato e una griglia prominente a forma di croce. Questa generazione introdusse un aumento delle dimensioni e un’ampia gamma di motorizzazioni, inclusi motori diesel Cummins.

### Terza generazione (2002–2008)
Nel 2002, la terza generazione introdusse un nuovo telaio e interni migliorati. Fu anche durante questa generazione che venne presentata la versione ad alte prestazioni SRT-10, equipaggiata con il motore V10 della Dodge Viper.

### Quarta generazione (2009–2018)
La quarta generazione segnò la separazione del Ram dal marchio Dodge, con la nascita del brand Ram Trucks. Fu introdotto il motore EcoDiesel 3.0 V6 prodotto da VM Motori, mentre il 5.7 HEMI rimase il propulsore principale per le versioni a benzina.

### Quinta generazione (2019–oggi)
Presentata al North American International Auto Show nel 2018, la quinta generazione del Ram ha portato miglioramenti in termini di aerodinamica, tecnologia e comfort. Tra le innovazioni figura il sistema di infotainment Uconnect con schermo fino a 12 pollici.

## Motorizzazioni
Nel corso degli anni, il Ram ha offerto un'ampia gamma di motori:
- Benzina:
- 3.7 L V6
- 5.7 L HEMI V8 con disattivazione dei cilindri
- 8.3 L V10 (SRT-10)
- Diesel:
- 6.7 L Cummins a 6 cilindri in linea
- 3.0 L V6 EcoDiesel

La versione più potente mai prodotta è stata la TRX, dotata di un motore 6.2 L V8 Supercharged HEMI, con una potenza di 702 CV.

## Versioni speciali
- SRT-10 (2004–2006): Versione ad alte prestazioni con motore V10 da 505 CV derivato dalla Dodge Viper.
- TRX (2021–oggi): Versione ad alte prestazioni pensata per il fuoristrada estremo, con motore V8 Supercharged da 702 CV.

## Curiosità
- Il Ram è stato nominato "Truck of the Year" dalla rivista Motor Trend più volte, inclusi i modelli del 1994, 2003, 2013 e 2019.
- È uno dei pochi pick-up nordamericani ad aver introdotto motori diesel per il mercato consumer negli Stati Uniti.